# یورک‌تاون (آرکانزاس)
یورک‌تاون (به انگلیسی: Yorktown) یک منطقهٔ مسکونی در ایالات متحده آمریکا است که در شهرستان لینکلن، آرکانزاس واقع شده‌است. یورکتان ۵۶٫۰۸ متر بالاتر از سطح دریا واقع شده‌است.